# Tournoi pré-olympique de l'AFC 1991-1992
Navigation
Séoul 1988 Atlanta 1996
Le tournoi pré-olympique de l'AFC 1991-1992 a eu pour but de désigner les trois nations qualifiées au sein de la zone Asie pour participer au tournoi final de football, disputé lors des Jeux olympiques de Barcelone en 1992. Il s'agit de la première édition qui sacre un champion à son terme et c'est le Qatar qui l'emporte.
La phase de qualification asiatique a été jouée entre le 27 février 1987 et le 15 janvier 1988 en deux rondes. Un premier tour réunissant les 30 participants, répartis en six groupes de cinq équipes (trois groupes au Moyen-Orient et en Asie centrale ainsi que trois groupes en Extrême-Orient), au sein d'une compétition en matches aller et retour ou sous forme de tournoi à rencontre unique contre chacun des adversaires, dépendant des groupes. Les vainqueurs de chaque groupe se sont qualifiés pour un second tour à une poule de six nations dont les trois premières nations classées au terme d'une compétition en matches aller et retour se sont placées pour les Jeux olympiques d'été de 1992. Au terme de cette phase éliminatoire, le Qatar, la Corée du Sud et le Koweït ont gagné le droit de disputer le tournoi olympique. L'Afghanistan et le Laos ont en définitive renoncé à participer.

## Pays qualifiés
| Dates                             | Lieu         | Places | Qualifiés                 |
| --------------------------------- | ------------ | ------ | ------------------------- |
| du 18 mai 1991 au 30 janvier 1992 | Kuala Lumpur | 3      | Qatar Corée du Sud Koweït |

## Format des qualifications
Dans les phases de qualification en groupe disputées selon le système de championnat, en cas d’égalité de points de plusieurs équipes à l'issue de la dernière journée, les critères suivants sont appliqués dans l'ordre indiqué pour établir leur classement :

- Meilleure différence de buts,
- Plus grand nombre de buts marqués.

## Villes et stades
Le tournoi final a été disputé à Kuala Lumpur en Malaisie du 18 au 30 janvier 1992.
| \| Kuala Lumpur \| |
| Kuala Lumpur       |

| Kuala Lumpur |

## Résultats des qualifications

### Premier tour

#### Zone Moyen-Orient et Asie centrale

##### Groupe A
| Rang | Équipe              | Pts | J | G | N | P | Bp | Bc | Diff |  | Résultats (▼ dom., ► ext.) |     |     |     |     |     |
| ---- | ------------------- | --- | - | - | - | - | -- | -- | ---- |  | -------------------------- | --- | --- | --- | --- | --- |
| 1    | Qatar               | 13  | 8 | 6 | 1 | 1 | 16 | 4  | +12  |  | Qatar                      |     | 2-0 | 2-1 | 3-0 | 2-0 |
| 2    | Iran (en)           | 12  | 8 | 5 | 2 | 1 | 19 | 6  | +13  |  | Iran (en)                  | 2-0 |     | 2-2 | 2-1 | 5-0 |
| 3    | Émirats arabes unis | 7   | 8 | 2 | 3 | 3 | 8  | 8  | 0    |  | Émirats arabes unis        | 0-2 | 0-1 |     | 2-1 | 2-0 |
| 4    | Yémen (en)          | 7   | 8 | 2 | 3 | 3 | 7  | 9  | -2   |  | Yémen (en)                 | 1-1 | 1-1 | 0-0 |     | 1-0 |
| 5    | Pakistan (en)       | 0   | 8 | 0 | 0 | 8 | 0  | 23 | -23  |  | Pakistan (en)              | 0-4 | 0-6 | 0-1 | 0-2 |     |

##### Groupe B
Le tournoi a été disputé à Hyderabad en Inde du 4 au 14 août 1991.
| Rang | Équipe      | Pts | J | G | N | P | Bp | Bc | Diff |  | Résultats (▼ dom., ► ext.) |  |     |     |     |     |
| ---- | ----------- | --- | - | - | - | - | -- | -- | ---- |  | -------------------------- |  | --- | --- | --- | --- |
| 1    | Koweït (en) | 7   | 4 | 3 | 1 | 0 | 6  | 3  | +3   |  | Koweït (en)                |  | 1-1 | 1-0 | 2-1 | 2-1 |
| 2    | Syrie (en)  | 6   | 4 | 2 | 2 | 0 | 3  | 1  | +2   |  | Syrie (en)                 |  |     | 0-0 | 0-1 | 1-0 |
| 3    | Oman (en)   | 4   | 4 | 1 | 2 | 1 | 2  | 2  | 0    |  | Oman (en)                  |  |     |     | 1-0 | 1-1 |
| 4    | Liban (en)  | 2   | 4 | 1 | 0 | 3 | 4  | 5  | -1   |  | Liban (en)                 |  |     |     |     | 3-1 |
| 5    | Inde (en)   | 1   | 4 | 0 | 1 | 3 | 3  | 7  | -4   |  | Inde (en)                  |  |     |     |     |     |

##### Groupe C
Le tournoi a été disputé à Manama au Bahreïn du 19 au 25 septembre 1991.
| Rang | Équipe           | Pts     | J       | G       | N       | P       | Bp      | Bc      | Diff    |  | Résultats (▼ dom., ► ext.) |  |     |     |     |
| ---- | ---------------- | ------- | ------- | ------- | ------- | ------- | ------- | ------- | ------- |  | -------------------------- |  | --- | --- | --- |
| 1    | Bahreïn (en)     | 4       | 3       | 2       | 0       | 1       | 10      | 2       | +8      |  | Bahreïn (en)               |  | 0-2 | 4-0 | 6-0 |
| 2    | Arabie saoudite  | 4       | 3       | 2       | 0       | 1       | 8       | 3       | +5      |  | Arabie saoudite            |  |     | 1-2 | 5-1 |
| 3    | Jordanie (en)    | 4       | 3       | 2       | 0       | 1       | 9       | 5       | +4      |  | Jordanie (en)              |  |     |     | 7-0 |
| 4    | Sri Lanka (en)   | 0       | 3       | 0       | 0       | 3       | 1       | 18      | -17     |  | Sri Lanka (en)             |  |     |     |     |
| -    | Afghanistan (en) | Forfait | Forfait | Forfait | Forfait | Forfait | Forfait | Forfait | Forfait |  |                            |  |     |     |     |

#### Zone Extrême-Orient

##### Groupe D
Le rencontres allers ont été disputées à Séoul en Corée du Sud du 18 au 26 mai 1991 et les matches retours à Kuala Lumpur en Malaisie entre le 26 juin et le 7 juillet 1991.
| Rang | Équipe           | Pts | J | G | N | P | Bp | Bc | Diff |  | Résultats (▼ dom., ► ext.) |     |     |     |     |      |
| ---- | ---------------- | --- | - | - | - | - | -- | -- | ---- |  | -------------------------- | --- | --- | --- | --- | ---- |
| 1    | Corée du Sud     | 15  | 8 | 7 | 1 | 0 | 30 | 1  | +29  |  | Corée du Sud               |     | 2-1 | 0-0 | 6-0 | 10-0 |
| 2    | Thaïlande (en)   | 10  | 8 | 5 | 0 | 3 | 25 | 9  | +16  |  | Thaïlande (en)             | 0-2 |     | 4-1 | 4-0 | 6-0  |
| 3    | Malaisie (en)    | 9   | 8 | 4 | 1 | 3 | 13 | 7  | +6   |  | Malaisie (en)              | 0-2 | 1-0 |     | 0-1 | 5-0  |
| 4    | Bangladesh (en)  | 6   | 8 | 3 | 0 | 5 | 14 | 15 | -1   |  | Bangladesh (en)            | 0-1 | 2-3 | 0-1 |     | 3-0  |
| 5    | Philippines (en) | 0   | 8 | 0 | 0 | 8 | 1  | 51 | -50  |  | Philippines (en)           | 0-7 | 1-7 | 0-5 | 0-8 |      |

##### Groupe E
Le rencontres allers ont été disputées à Pyongyang en Corée du Nord du 15 au 23 août 1991 et les matches retours à Pékin en Chine entre le 26 août et le 3 septembre 1991.
| Rang | Équipe             | Pts | J | G | N | P | Bp | Bc | Diff |  | Résultats (▼ dom., ► ext.) |      |     |     |      | Drapeau du Népal |
| ---- | ------------------ | --- | - | - | - | - | -- | -- | ---- |  | -------------------------- | ---- | --- | --- | ---- | ---------------- |
| 1    | Chine              | 15  | 8 | 7 | 1 | 0 | 51 | 1  | +50  |  | Chine                      |      | 1-0 | 3-0 | 17-0 | 10-0             |
| 2    | Corée du Nord (en) | 13  | 8 | 6 | 1 | 1 | 27 | 3  | +24  |  | Corée du Nord (en)         | 1-1  |     | 2-0 | 4-0  | 5-0              |
| 3    | Singapour (en)     | 7   | 8 | 3 | 1 | 4 | 14 | 16 | -2   |  | Singapour (en)             | 0-3  | 1-3 |     | 4-2  | 4-1              |
| 4    | Maldives (en)      | 3   | 8 | 1 | 1 | 6 | 5  | 47 | -42  |  | Maldives (en)              | 0-12 | 0-7 | 1-1 |      | 1-2              |
| 5    | Népal (en)         | 2   | 8 | 1 | 0 | 7 | 4  | 34 | -30  |  | Népal (en)                 | 0-4  | 0-5 | 1-4 | 0-1  |                  |

##### Groupe F
| Rang | Équipe         | Pts     | J       | G       | N       | P       | Bp      | Bc      | Diff    |  | Résultats (▼ dom., ► ext.) |     |     |     |     |
| ---- | -------------- | ------- | ------- | ------- | ------- | ------- | ------- | ------- | ------- |  | -------------------------- | --- | --- | --- | --- |
| 1    | Japon          | 10      | 6       | 5       | 0       | 1       | 14      | 5       | +9      |  | Japon                      |     | 3-0 | 3-1 | 2-0 |
| 2    | Hong Kong (en) | 7       | 6       | 2       | 3       | 1       | 6       | 6       | 0       |  | Hong Kong (en)             | 3-1 |     | 1-1 | 1-1 |
| 3    | Indonésie      | 4       | 6       | 1       | 2       | 3       | 6       | 10      | -4      |  | Indonésie                  | 1-2 | 0-0 |     | 2-1 |
| 4    | Taïwan (en)    | 3       | 6       | 1       | 1       | 4       | 5       | 10      | -5      |  | Taïwan (en)                | 0-3 | 0-1 | 3-1 |     |
| -    | Laos (en)      | Forfait | Forfait | Forfait | Forfait | Forfait | Forfait | Forfait | Forfait |  |                            |     |     |     |     |

### Deuxième tour
Le tournoi final a été disputé à Kuala Lumpur en Malaisie du 18 au 30 janvier 1992.
| Rang | Équipe       | Pts | J | G | N | P | Bp | Bc | Diff |  | Résultats (▼ dom., ► ext.) |  |     |     |     |     |     |
| ---- | ------------ | --- | - | - | - | - | -- | -- | ---- |  | -------------------------- |  | --- | --- | --- | --- | --- |
| 1    | Qatar        | 8   | 5 | 4 | 0 | 1 | 4  | 3  | +1   |  | Qatar                      |  | 1-0 | 0-3 | 1-0 | 1-0 | 1-0 |
| 2    | Corée du Sud | 7   | 5 | 3 | 1 | 1 | 6  | 3  | +3   |  | Corée du Sud               |  |     | 1-1 | 3-1 | 1-0 | 1-0 |
| 3    | Koweït       | 6   | 5 | 2 | 2 | 1 | 8  | 3  | +5   |  | Koweït                     |  |     |     | 0-1 | 1-1 | 3-0 |
| 4    | Chine        | 6   | 5 | 3 | 0 | 2 | 7  | 5  | +2   |  | Chine                      |  |     |     |     | 2-1 | 3-0 |
| 5    | Japon        | 3   | 5 | 1 | 1 | 3 | 8  | 6  | +2   |  | Japon                      |  |     |     |     |     | 6-1 |
| 6    | Bahreïn      | 0   | 5 | 0 | 0 | 5 | 1  | 14 | -13  |  | Bahreïn                    |  |     |     |     |     |     |

#### Détail des rencontres
| 1ère journée    | Bahreïn | 0 - 1   | Qatar | Stadium Merdeka Kuala Lumpur, Malaisie |                             |
| 18 janvier 1992 | | (0 - 1) | Johar (en) 7e | Arbitrage : Jamal Al Sharif            | Arbitrage : Jamal Al Sharif |
| 18 janvier 1992 | Al Thani (en) - Ali Jawhar, Darwish ( 68e Sameer), Sadiq ( 77e Sadeq), Yousif - Abdulaziz (en), Salman, Al Hayki, Al Saeah - Al Shamlan (en), Jasem | Équipes | Saleh - Maayof (en), Al-Attiya (en), Suwaid (en), Al-Adsani - Al-Obaidly (en) , Al-Kuwari (en), Al-Abdullah (en), Zainal - Mustafa (en), Johar (en) | Arbitrage : Jamal Al Sharif            | Arbitrage : Jamal Al Sharif |

| 18 janvier 1992 | Corée du Sud      | 1 - 1 | Koweït              | Stadium Merdeka Kuala Lumpur, Malaisie                   |                                                          |
| | Noh Jung-yoon 30e | (1 - 1) | Al-Hadiyah (en) 10e | Spectateurs : 10 000 Arbitrage : Kamaruddin Haji Sakhari | Spectateurs : 10 000 Arbitrage : Kamaruddin Haji Sakhari |
| Kim Bong-soo - Lee Moon-seok, Lee Lim-saeng 51e, Kang Chul, Na Seung-hwa (en) - Kim Gwi-hwa (en) , Noh Jung-yoon, Cho Jung-hyun (en) ( 77e Han Jung-gook), Kim Byung-soo (en) ( 55e Gwak Kyung-keun (en)) - Seo Jung-won, Kim In-wan (en) | Équipes           | Al Majidi (en) - Hussain (en), Haji, Al Anzi (en), Al Khaledi - Al Dakhi (en), Mohammad, Al Dhafari (en) ( 68e Al Khudhari), Marzouq (en) - Al-Hadiyah (en) , Al Ahmad (en) |                     | Spectateurs : 10 000 Arbitrage : Kamaruddin Haji Sakhari | Spectateurs : 10 000 Arbitrage : Kamaruddin Haji Sakhari |

| 19 janvier 1992 | Japon      | 1 - 2 | Chine                         | Stadium Merdeka Kuala Lumpur, Malaisie |                           |
| | Harada 18e | (1 - 1) | Cai Sheng 37e · Zhang Jun 51e | Arbitrage : Odeh Al-Rahal              | Arbitrage : Odeh Al-Rahal |
| Shimokawa - Omura, Natsuka, Takada ( 83e Ikeda), Narahashi - Ishikawa, Nagai ( 63e Fujiyoshi), Harada - Nagayama, Sawanobori, Jinno | Équipes    | Jiang Jin - Feng Zhigang (en), Fan Zhiyi , Li Bing, Xu Hong - Chen Wei, Cai Qinghui, Zhang Jun ( 63e Hu Zhijun), Shen Rong - Wei Yimin (en) ( 30e Hao Haidong), Cai Sheng |                               | Arbitrage : Odeh Al-Rahal              | Arbitrage : Odeh Al-Rahal |

| 2ème journée    | Bahreïn | 0 - 1   | Corée du Sud | Stadium Merdeka Kuala Lumpur, Malaisie |                                  |
| 21 janvier 1992 | | (0 - 1) | Noh Jung-yoon 43e | Arbitrage : Samuel Yam-Ming Chan       | Arbitrage : Samuel Yam-Ming Chan |
| 21 janvier 1992 | Al Thani (en) - Abbas, Issa, Al Saeah, Ali Jawhar - Darwish ( 46e Salman), Sameer , Jasem, Sadiq ( 63e Sadeq) - Abdulaziz (en), Al Shamlan (en) | Équipes | Kim Bong-soo - Lee Moon-seok, Hwang Kyu-ryong, Kang Chul, Na Seung-hwa (en) - Shin Tae-yong, Noh Jung-yoon ( 46e Kim Ki-nam), Cho Jung-hyun (en) , Kim Byung-soo (en) ( 85e Han Jung-gook) - Seo Jung-won, Gwak Kyung-keun (en) | Arbitrage : Samuel Yam-Ming Chan       | Arbitrage : Samuel Yam-Ming Chan |

| 21 janvier 1992 | Chine   | 0 - 1 | Qatar      | Stadium Merdeka Kuala Lumpur, Malaisie |                               |
| |         | (0 - 0) | Zainal 75e | Arbitrage : Hossain Khoshkhan          | Arbitrage : Hossain Khoshkhan |
| Jiang Jin - Feng Zhigang (en) ( 46e Cai Qinghui), Fan Zhiyi, Zheng Fanqin, Li Bing - Xu Hong, Hu Zhijun ( 81e Wei Yimin (en)), Peng Weiguo, Gao Yuyong - Hao Haidong, Cai Sheng | Équipes | Saleh - Maayof (en), Al-Attiya (en), Al-Mohannadi, Suwaid (en) - Al-Adsani, Al-Abdullah (en), Al-Kuwari (en), Zainal - Mustafa (en), Johar (en) |            | Arbitrage : Hossain Khoshkhan          | Arbitrage : Hossain Khoshkhan |

| 22 janvier 1992 | Koweït          | 1 - 1 | Japon     | Stadium Merdeka Kuala Lumpur, Malaisie |                             |
| | Al Khudhari 80e | (0 - 0) | Omura 59e | Arbitrage : Omar Al-Mehanna            | Arbitrage : Omar Al-Mehanna |
| Al Majidi (en) - Hussain (en), Haji, Al Anzi (en) ( 77e Al Khudhari), Al Khaledi - Al Dakhi (en), Mohammad ( 46e Wabran (en)), Al Dhafari (en), Marzouq (en) - Al-Hadiyah (en) , Al-Huwaidi | Équipes         | Shimokawa - Omura, Natsuka, Ishikawa ( 80e Sōma), Narahashi - Nagai, Harada, Nagayama - Sawanobori, Miura, Jinno ( 88e Hasebe) |           | Arbitrage : Omar Al-Mehanna            | Arbitrage : Omar Al-Mehanna |

| 3ème journée    | Qatar | 1 - 0   | Corée du Sud | Stadium Merdeka Kuala Lumpur, Malaisie       |                                              |
| 24 janvier 1992 | Mustafa (en) 38e | (1 - 0) | | Spectateurs : 40 000 Arbitrage : Ali Bujsaim | Spectateurs : 40 000 Arbitrage : Ali Bujsaim |
| 24 janvier 1992 | Saleh - Al-Mohannadi, Suwaid (en) , Al-Adsani, Al-Attiya (en) - Maayof (en), Al-Obaidly (en) , Mustafa (en) , Al-Abdullah (en) - Johar (en) ( 85e Khalifa), Al-Kuwari (en) ( 89e Ibrahim) | Équipes | Kim Bong-soo - Lee Moon-seok, Hwang Kyu-ryong, Kang Chul, Na Seung-hwa (en) - Kim Gwi-hwa (en), Noh Jung-yoon, Kim Byung-soo (en) ( 61e Han Jung-gook), Kim Ki-nam ( 72e Shin Tae-yong ) - Seo Jung-won, Gwak Kyung-keun (en) | Spectateurs : 40 000 Arbitrage : Ali Bujsaim | Spectateurs : 40 000 Arbitrage : Ali Bujsaim |

| 25 janvier 1992 | Japon                                                     | 6 - 1 | Bahreïn  | Stadium Merdeka Kuala Lumpur, Malaisie |                                 |
| | Miura 41e 45e 49e · Narahashi 43e · Jinno 68e · Nagai 88e | (3 - 0) | Issa 81e | Arbitrage : Gyanu Shrestha (de)        | Arbitrage : Gyanu Shrestha (de) |
| Shimokawa - Omura, Natsuka ( 73e Iijima), Sōma, Narahashi - Nagai, Harada, Nagayama - Sawanobori ( 76e Nanami), Miura, Jinno | Équipes                                                   | Al Thani (en) - Abbas, Issa, Ali Jawhar, Sadiq - Al Hayki, Abdulaziz (en) ( 46e Sadeq), Al Saeah, Talal - Jasem ( 69e Mohamed), Al Shamlan (en) |          | Arbitrage : Gyanu Shrestha (de)        | Arbitrage : Gyanu Shrestha (de) |

| 25 janvier 1992 | Koweït  | 0 - 1 | Chine         | Stadium Merdeka Kuala Lumpur, Malaisie |                                     |
| |         | (0 - 1) | Hu Zhijun 28e | Arbitrage : Kamaruddin Haji Sakhari    | Arbitrage : Kamaruddin Haji Sakhari |
| Al Majidi (en) - Hussain (en), Haji, Wabran (en), Al Khaledi 81e - Al Dakhi (en), Mohammad, Al Dhafari (en) ( 46e Al-Huwaidi), Marzouq (en) ( 68e Al Khudhari) - Al-Hadiyah (en) , Al Ahmad (en) | Équipes | Jiang Jin - Fan Zhiyi, Li Bing, Xu Hong, Hu Zhijun - Cai Qinghui, Zhang Jun ( 60e Zheng Fanqin), Peng Weiguo, Zhai Biao (en) ( 67e Hao Haidong) - Gao Yuyong, Cai Sheng |               | Arbitrage : Kamaruddin Haji Sakhari    | Arbitrage : Kamaruddin Haji Sakhari |

| 4ème journée    | Bahreïn | 0 - 3   | Chine | Stadium Merdeka Kuala Lumpur, Malaisie |                           |
| 27 janvier 1992 | | (0 - 0) | Cai Sheng 69e · Li Bing 74e · Hao Haidong 89e | Arbitrage : Odeh Al-Rahal              | Arbitrage : Odeh Al-Rahal |
| 27 janvier 1992 | Al Thani (en) - Abbas, Issa, Ali Jawhar, Al Hayki - Mohamed, Al Saeah , Sadeq ( 71e Darwish), Sameer - Mohamed, Al Shamlan (en) | Équipes | Jiang Jin - Feng Zhigang (en), Li Bing, Xu Hong, Hu Zhijun - Zhang Ju ( 64e Zheng Fanqin), Peng Weiguo, Zhai Biao (en), Gao Yuyong - Shen Rong ( Hao Haidong), Cai Sheng | Arbitrage : Odeh Al-Rahal              | Arbitrage : Odeh Al-Rahal |

| 27 janvier 1992 | Corée du Sud           | 1 - 0 | Japon | Stadium Merdeka Kuala Lumpur, Malaisie |                             |
| | Kim Byung-soo (en) 88e | (0 - 0) |       | Arbitrage : Jamal Al Sharif            | Arbitrage : Jamal Al Sharif |
| Kim Bong-soo - Lee Moon-seok, Hwang Kyu-ryong, Kang Chul, Na Seung-hwa (en) - Kim Gwi-hwa (en), Noh Jung-yoon, Kim Byung-soo (en), Cho Jung-hyun (en) ( 66e Lee Ki-bum (it)) - Kim In-wan (en) ( 73e Kim Do-hoon ), Gwak Kyung-keun (en) | Équipes                | Shimokawa - Omura, Natsuka, Sōma, Narahashi - Nagai ( 87e Fujiyoshi), Harada, Nagayama - Sawanobori, Miura, Jinno ( 65e Nanami) |       | Arbitrage : Jamal Al Sharif            | Arbitrage : Jamal Al Sharif |

| 28 janvier 1992 | Qatar   | 0 - 3 | Koweït                                              | Stadium Merdeka Kuala Lumpur, Malaisie |                             |
| |         | (0 - 1) | Al-Huwaidi 44e · Wabran (en) 68e · Marzouq (en) 80e | Arbitrage : Omar Al-Mehanna            | Arbitrage : Omar Al-Mehanna |
| Saleh - Maayof (en), Al-Attiya (en), Al-Mohannadi, Suwaid (en) 79e - Al-Adsani, Al-Obaidly (en), Al-Kuwari (en), Zainal - Johar (en), Ibrahim ( 46e Khalifa) | Équipes | Al Majidi (en) - Hussain (en), Al Lanqawi (en) , Wabran (en), Al Khudhari ( 90e Al Anzi (en)) - Al Dakhi (en) , Mohammad, Al Dhafari (en) ( 85e Al Eisa), Marzouq (en) - Al-Huwaidi, Al Ahmad (en) |                                                     | Arbitrage : Omar Al-Mehanna            | Arbitrage : Omar Al-Mehanna |

| 5ème journée    | Chine | 1 - 3   | Corée du Sud | Stadium Merdeka Kuala Lumpur, Malaisie |                           |
| 30 janvier 1992 | Hao Haidong 79e | (0 - 3) | Gwak Kyung-keun (en) 2e · Seo Jung-won 5e · Kim Gwi-hwa (en) 9e (pen.) | Arbitrage : Odeh Al-Rahal              | Arbitrage : Odeh Al-Rahal |
| 30 janvier 1992 | Jiang Jin - Feng Zhigang (en), Fan Zhiyi, Zheng Fanqin, Li Bing - Xu Hong, Hu Zhijun, Cai Qinghui ( 13e Peng Weiguo), Zhang Jun - Hao Haidong, Cai Sheng | Équipes | Kim Bong-soo - Lee Moon-seok, Kang Chul, Lee Lim-saeng, Na Seung-hwa (en) - Kim Gwi-hwa (en), Kim Byung-soo (en), Noh Jung-yoon ( 66e Han Jung-gook), Cho Jung-hyun (en) ( 78e Shin Tae-yong) - Seo Jung-won, Gwak Kyung-keun (en) | Arbitrage : Odeh Al-Rahal              | Arbitrage : Odeh Al-Rahal |

| 30 janvier 1992 | Japon   | 0 - 1 | Qatar      | Stadium Merdeka Kuala Lumpur, Malaisie |                                  |
| |         | (0 - 0) | Zainal 48e | Arbitrage : Samuel Yam-Ming Chan       | Arbitrage : Samuel Yam-Ming Chan |
| Shimokawa - Omura, Sōma, Iijima , Narahashi ( 58e Nanami) - Nagai, Harada, Nagayama - Sawanobori, Miura , Fujiyoshi ( 63e Ikeda) | Équipes | Saleh - Idrees, Maayof (en), Al-Attiya (en) , Al-Mohannadi - Al-Adsani, Al-Obaidly (en), Al-Kuwari (en), Zainal ( 83e Saleh Al-Malki) - Mustafa (en), Johar (en) ( 83e Khalifa) |            | Arbitrage : Samuel Yam-Ming Chan       | Arbitrage : Samuel Yam-Ming Chan |

| 30 janvier 1992 | Koweït                                       | 3 - 0                             | Bahreïn | Stadium Merdeka Kuala Lumpur, Malaisie |                         |
|                 | Al-Huwaidi 22e 40e · Marzouq (en) 41e (pen.) | (3 - 0)                           |         | Arbitrage : Ali Bujsaim                | Arbitrage : Ali Bujsaim |
| Al Khudhari     | Équipes                                      | Ali Jawhar , Al Hayki , Al Alwani |         | Arbitrage : Ali Bujsaim                | Arbitrage : Ali Bujsaim |